# 當沖客
當沖客（day trader），又稱當日沖銷者、日间交易者，即日鮮，指的是以當日沖銷的方式，即一般都是在一个交易日内将所有头寸进行平仓，進行金融商品交易（例如股票、货币、选择权、期货等）的投資人，这种交易风格称为日间交易。

## 當沖客的種類
- 機構當沖客（institutional day trader），通常是在投資公司工作且為公司進行當日沖銷投資的當沖客，此類當沖客由於手上握有的資金充沛且會有較靈通的消息管道，因此單次交易額較大，對於市場也較有影響力。

- 個人當沖客（individual day trader），通常是個人進行當日沖銷的當沖客，此類當沖客握有的資金通常小於前者，因此單次交易額較小。